# Château de Rothesay
Le château de Rothesay est en château en ruine dans la ville de Rothesay, la principale de l'île de Bute, dans la division administrative écossaise d'Argyll and Bute. Ce château a été décrit comme « l'un des plus remarquables d'Écosse » pour sa longue histoire remontant jusqu'au début du XIIIe siècle et son plan circulaire peu commun. Il est constitué d'un mur d'enceinte massif, renforcé par quatre tours rondes, avec un ouvrage défensif avancé du XVIe siècle, l'ensemble entouré par de larges douves.
Il fut bâti par la famille Stewart et survécut aux attaques des scandinaves pour devenir une résidence royale. Bien que tombant en ruine après le XVIIe siècle, il fut réparé par la marquise de Bute avant d'être transféré sous la garde de l'Etat et entretenu par Historic Scotland en 1961.

## Les débuts

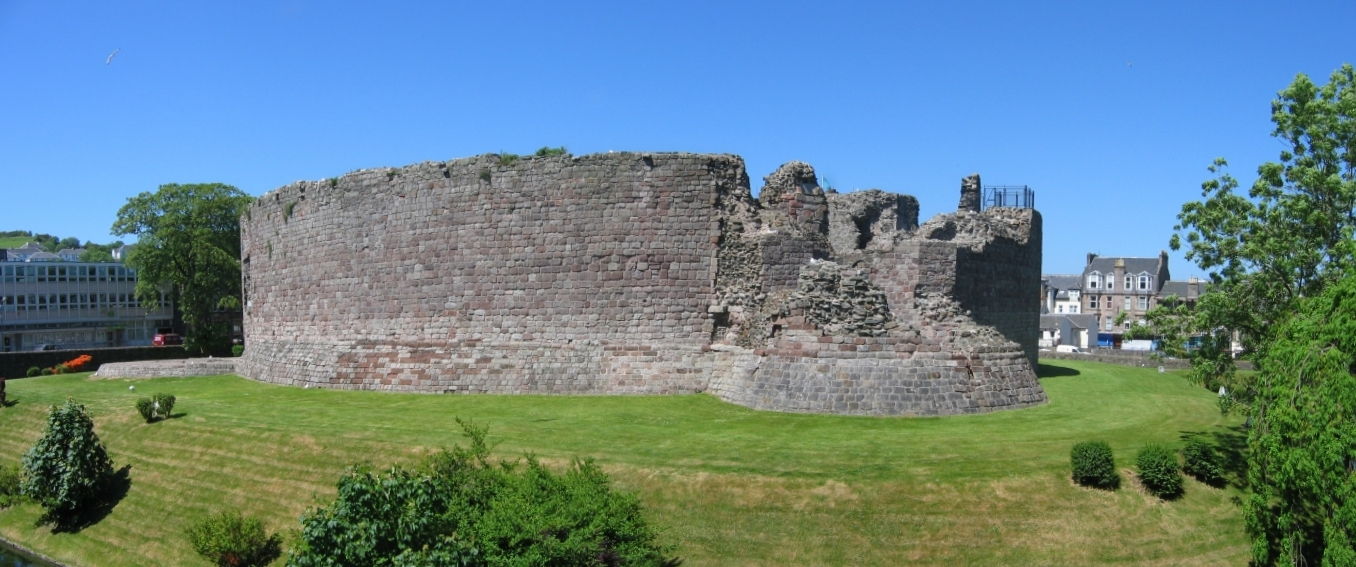
Le mur d'enceinte du XIII vu du sud-est. Les bases des tours sud-est et sud-ouest peuvent être vues.

Le château fut construit soit par Alan FitzWalter, 2e grand sénéchal d'Écosse mort en 1204, soit par son fils Walter Stewart, mort en 1241. Les terres de l'île de Bute furent accordées par Guillaume Ier d'Écosse à Alan en 1200 et un château en bois fut tout d'abord construit. Dans les années 1230, le mur d'enceinte circulaire en pierre était en place lorsque le château fut attaqué et pris par les norvégiens dirigés par Gillespec MacDougall (connu comme  Óspakr  en vieux norrois), petit-fils de Somerled. D'après la saga de Hákonar Hákonarsonar, les scandinaves se sont battus pendant trois jours pour prendre le château, abattant des morceaux du mur et se frayant un chemin avec leurs haches, et le mur en porte toujours les traces. Cette saga est le plus ancien compte-rendu de l'attaque d'un château écossais. En 1263, Rothesay fut pris de nouveau par les norvégiens sous Håkon IV Haakonarsson l’Ancien après la bataille de Largs. Bien que l'issue de la bataille fût peu concluante, la campagne de Haakon fut infructueuse et mit fin à l'influence norvégienne dans l'ouest de l'Écosse. 
À l'origine, le château était seulement fait du mur d'enceinte plus ou moins circulaire, de 3 m d'épaisseur et 43 m de long, construit sur une butte de faible élévation, avec des remparts au sommet accessibles par des escaliers ouverts. Les douves étaient reliées à la mer, le littoral étant 100 m plus au nord-est que de nos jours. Les créneaux larges peuvent être distingués dans les murs qui furent élevés par la suite. Des trous dans le mur supérieur auraient servi de support pour les bretèches, qui sont des échafaudages en bois permettant d'aller au-delà des murs : une ouverture pratiquée dans le sol permet alors de protéger la base du mur, qui autrement est un angle mort. Le mur était construit en couches de pierres de taille avec seulement deux ouvertures : la principale était une porte cintrée en bois, et la secondaire une poterne dans le mur ouest qui fut ultérieurement bloquée.
Dans la suite du XIIIe siècle, le château fut renforcé en ajoutant quatre tour rondes, dont seule celle nord-est nous est parvenue intacte. Ces tours à trois étages avaient des bases fortes et écartées, avec des meurtrières sous le parapet crénelé. Une herse fut ajoutée à la porte principale.

## Guerres d'indépendances

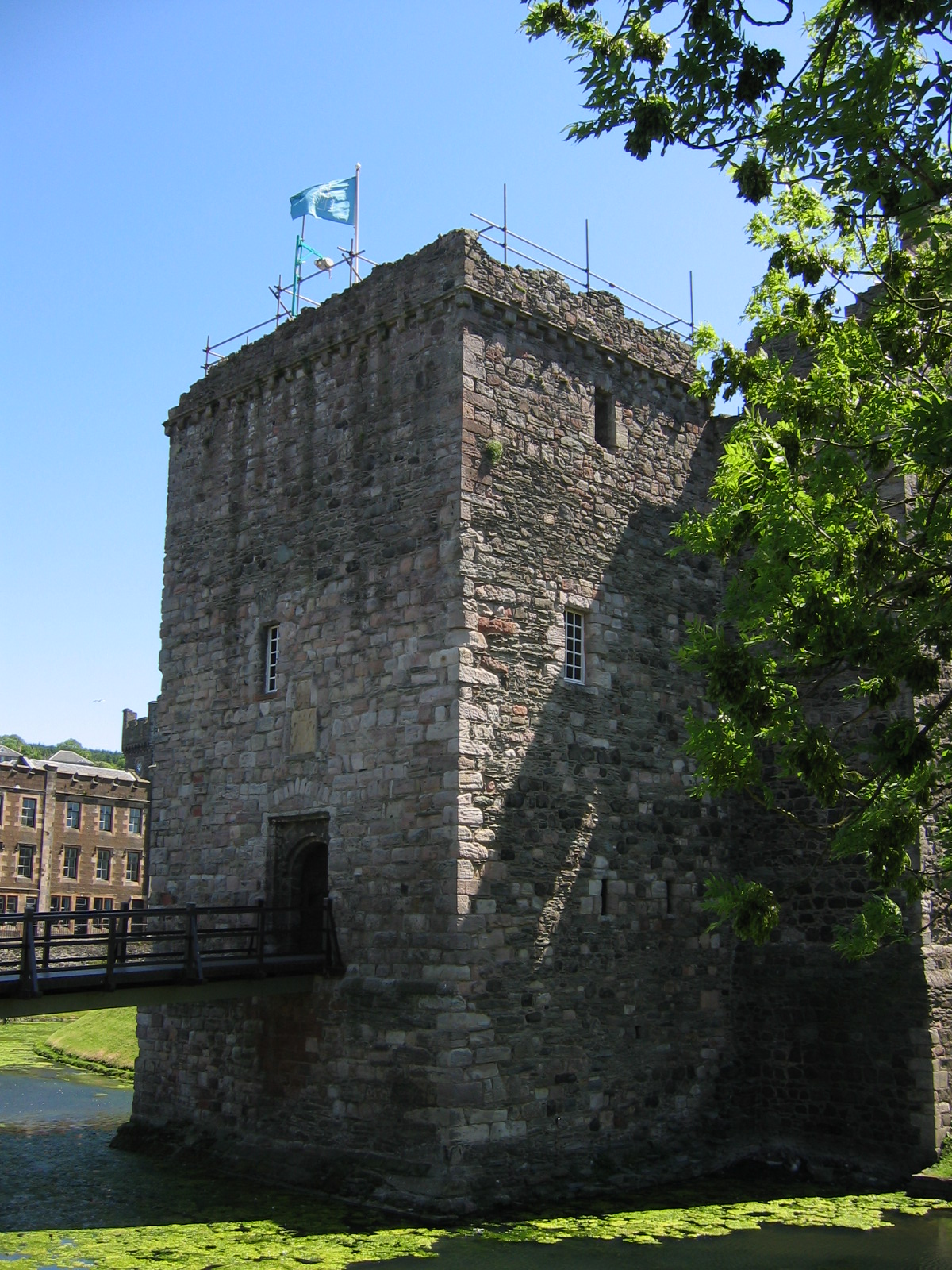
Vue nord du château, montrant le corps de garde.

Pendant les guerres d'indépendance de l'Écosse, Rothesay fut tenue par les Anglais puis prise par Robert Ier d'Écosse, avant d'être rendue aux Anglais en 1334 puis reprise par les Écossais. À la suite de l'accession des Stewart au trône d'Écosse en 1371, le château devint une résidence favorite des rois Robert II et Robert III, qui y décéda en 1406. Robert II donna la garde héréditaire du château à son fils John, ancêtre des comtes et marquis de Bute. Robert III titra son fils aîné David Stuart duc de Rothesay en 1401, initiant une tradition où l'héritier du trône d'Écosse porterait ce titre. En 1462, le château survécut à un siège par les forces de John MacDonald, 4e et dernier seigneur des Îles ainsi que chef du Clan Donald.

## XVIeetXVIIesiècles
Au début du XVIe siècle, le château fut de nouveau renforcé. La construction du donjon du corps de garde, s'étendant au nord du mur d'enceinte, démarra à la fin du siècle pour fournir un logement plus moderne à Jacques IV d'Écosse. Le mur d'enceinte lui-même fut élevé jusqu'à 10 m de haut, les travaux continuant pendant le règne de Jacques V d'Écosse. En 1527, le château résista à un autre siège par le Maître de Ruthven, qui détruisit l'essentiel de la ville de Rothesay. En 1544, il tomba entre les mains du Comte de Lennox, prenant parti pour les anglais lors du rough wooing.
La défense avancée a une structure suivant un plan de L, dépassant dans les douves et accessible par un pont-levis. L'étage inférieur contient un tunnel d'entrée voûté allant dans la cour du château. Au-dessus, la tour de quatre étages abrite les logements royaux, et porte toujours les armoiries royales au-dessus de la porte. Une chapelle fut aussi construite au XVIe siècle, dans l'ancien château. D'une forme simple, elle mesurait environ 6 par 9 m et est à présent la seule structure à nous être parvenue de l'intérieur du mur d'enceinte. La tour nord-ouest fut transformée en colombier, et est connue comme la tour aux pigeons étant donné les boîtes pour les nids construites dans le mur extérieur.
Une garnison fut placée au château de Rothesay par les royalistes durant les guerres des Trois Royaumes, pour les forces occupantes d'Oliver Cromwell, qui envahit l'Écosse avec la New Model Army au début des années 1650. Lors de leur départ en 1660, les troupes démantelèrent en partie le château et ce qui était resté fut brûlé par les partisans d'Archibald Campbell lors de son soulèvement de 1685 en faveur de la rébellion de Monmouth contre le roi Jacques VII.

## Restauration

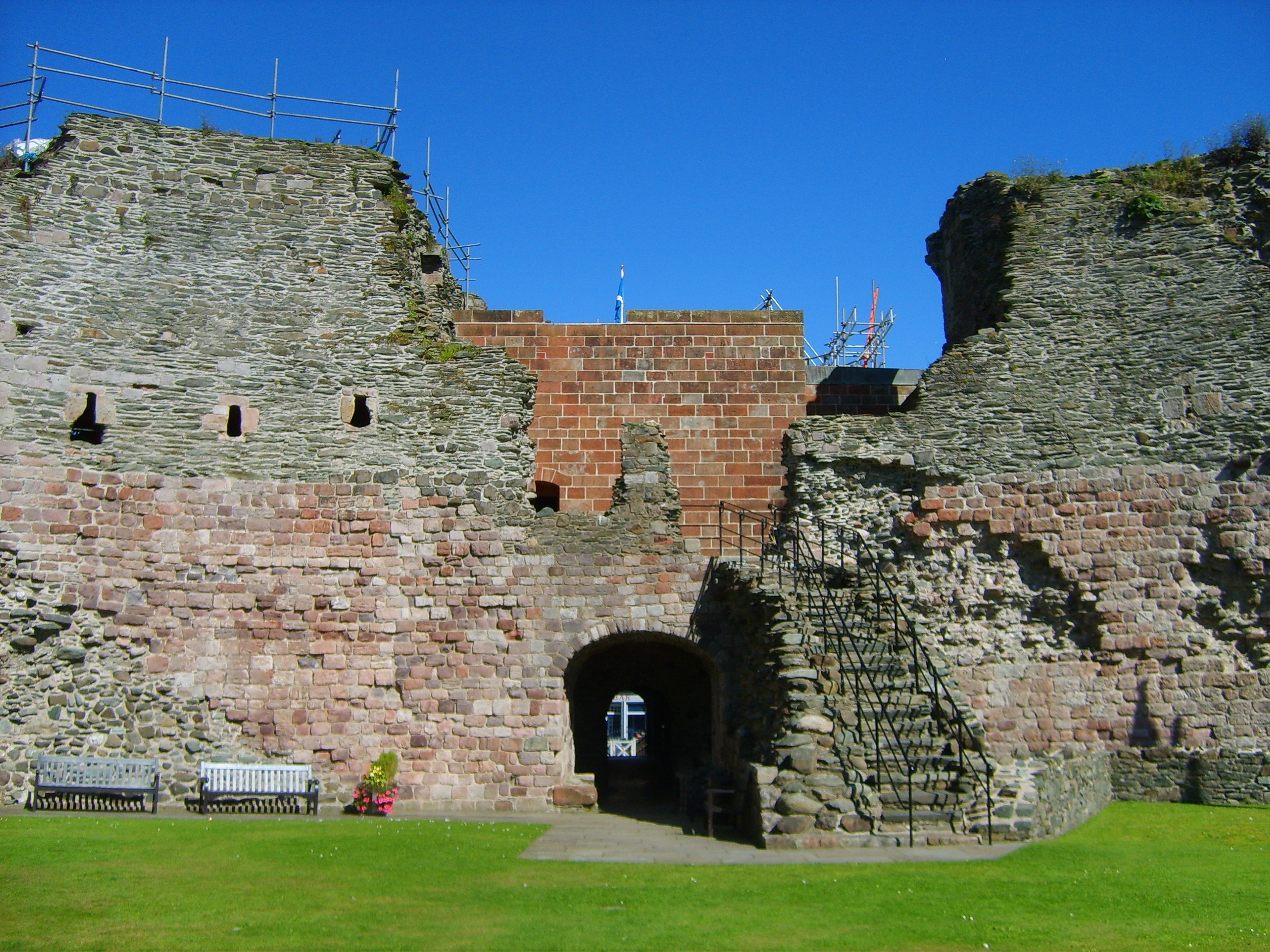
Le château vu de l'intérieur, avec le tunnel d'entrée.

Après une longue période de négligence, la 2e marquise de Bute employa 70 hommes à l'excavation des ruines, nettoyant de grandes quantités de gravats du château en 1816-17. Ce ne fut pas avant les années 1870 que les ruines étaient stabilisées. La 3e marquise, enthousiaste restauratrice de monuments historiques, lança une série de réparations et restaurations, suivant les conseils et bilans de son architecture habituel William Burges. Ses « restaurations » continuèrent jusqu'en 1900 et comprennent le nettoyage et allure des douves ainsi que les ajouts de grès rouge aux défenses avancées, ce qui restaura le toit du hall tout en changeant considérablement le caractère du bâtiment. 
En 1961, le château de Rothesay fut donné en cadeau à l'État et il s'agit à présent d'un monument classé dont le soin est assuré par Historic Scotland. Le château est ouvert aux visiteurs toute l'année pour 4 £ et le haut des murs offre une bonne vue.